# Czesław Goss
Czesław Stanisław Goss – profesor nauk technicznych inżynier, profesor Wojskowej Akademii Technicznej im. Jarosława Dąbrowskiego w Warszawie i Wyższej Szkoły Ekologii i Zarządzania w Warszawie, specjalista w zakresie podstawy konstrukcji maszyn i wytrzymałości zmęczeniowej.

## Życiorys
Uzyskał stopień naukowy doktora i stopień doktora habilitowanego. W 2006 prezydent RP nadał mu tytuł naukowy profesora nauk technicznych.
Został profesorem zwyczajnym Wydziału Mechanicznego Wojskowej Akademii Technicznej im. Jarosława Dąbrowskiego w Warszawie i Wydziału Inżynierii i Zarządzania Wyższej Szkoły Ekologii i Zarządzania w Warszawie